# Ezio Riondato
Ezio Riondato (Padova, 6 aprile 1921 – Padova, 27 agosto 2004) è stato un filosofo e politico italiano.

## Biografia
Ezio Riondato nasce nel quartiere padovano dell'Arcella. Studia presso l'Università di Padova e si laurea prima in lettere classiche e poi in filosofia nel 1952, avendo come maestri Luigi Stefanini, Aldo Ferrabino, Umberto Antonio Padovani e Carlo Diano. Nel 1961 diventa professore di storia della filosofia antica nello stesso ateneo patavino. Fu vicepresidente nazionale dell'Azione Cattolica, presidente della Cassa di Risparmio di Padova e Rovigo, vice presidente nazionale dell'Associazione tra le Casse di risparmio italiane e presidente del Consiglio di amministrazione del Gazzettino dal 1969 al 1979. Fu quindi Presidente Onorario dell'ACRI. Il 22 aprile 1978, mentre si recava a lezione al Liviano, fu ferito da un colpo di pistola ad una gamba. L'attentato venne rivendicato dai Nuclei Organizzati per il Comunismo. Sul luogo dell'attentato è ora presente una targa in ricordo.
È stato presidente dell'Accademia patavina di scienze, lettere ed arti dal 1991 al 2000 e sotto la sua presidenza l'Accademia cambia nome in "Accademia galileiana di scienze, lettere ed arti". Dal 1972 è stato socio corrispondente dell'Istituto veneto di scienze, lettere ed arti.